# Berga, Strängnäs
Berga är en herrgård i Åkers socken, Strängnäs kommun, Södermanland. Den nuvarande huvudbyggnaden uppfördes på 1920-talet som ersättning för en tidigare som brunnit ned redan 1816. Vid 1900-talets början utformade trädgårdsarkitekten Rudolf Abelin en parkanläggning såsom ett "pastoralt landskap", av vilken idag enstaka spår finns kvar.
Berga var en av de gårdar i trakten som Sten Sture den äldre skänkte till Mariefreds kloster år 1509 Gården drogs in till kronan efter reformationen 1527. Berga kom 1649 att doneras till biskopen i Strängnäs Johannes Mattiae. Det har senare ägts av släkterna Franc, Tranefeldt och Wahrendorff. Sedan 1861 är Berga i släkten von Stockenströms ägo.
Bland äldre byggnader märks bland annat ett rödfärgat timrat orangeri, troligen byggt på 1790-talet.
En statarlänga kallad Snickartorp flyttades från Berga säteri 1966 för att återuppföras på Skansen i Stockholm. Ivar Lo-Johansson skrev även boken Statarlängan från Berga som handlar om statarfamiljen Carlsson.